# Eutrichopodopsis similis
Eutrichopodopsis similis är en tvåvingeart som beskrevs av Blanchard 1966. Eutrichopodopsis similis ingår i släktet Eutrichopodopsis och familjen parasitflugor. Inga underarter finns listade i Catalogue of Life.